# Demosthenesia dudleyi
Demosthenesia dudleyi är en ljungväxtart som beskrevs av D.R. Simpson. Demosthenesia dudleyi ingår i släktet Demosthenesia, och familjen ljungväxter. Inga underarter finns listade i Catalogue of Life.